# Helena Paparizou
Helena Paparizou (Grčki: Έλενα Παπαρίζου) rođena je 31. siječnja 1982. godine u Švedskoj gdje je i odrasla. Grčka je pjevačica i njezin najveći uspjeh je pobjeda na Euroviziji 2005.

## Životopis

### Rani život
Helena Paparizou je rođena 31. siječnja 1982. u Švedskoj. Kćer je grčkih doseljenika Georgiosa i Efrosini Paparizou. Njezin otac je rodom iz Volosa, a majka iz Karditsa. Ima sestru Ritu i brata Dinosa. U djetinjstvu se nije družila s puno švedske djece. Sa 7 godina je počela učiti svirati klavir, plesati balet i tradicionalne plesove. S 13 godina je shvatila da želi biti pjevačica i odlučila se pripremati za to. Svoje prvo iskustvo na području glazbe je stekla u grčkoj školi. S 14 godina je osnovala svoj prvi sastav koji se zvao "Soul Funkomatic"  a sastojao se od troje latinoameričke djece. Pjevali su samo Hip-Hop i zarađivali na snimljenim pjesmama. Nakon 2 godine, kada je imala 16 godina, sastav se raspao. 29. listopada 1998. njezini prijatelji su poginuli u požaru u noćnom klubu Gothenburg. Odlučila je napustiti glazbu, te se upisala na Art Performing School gdje je završila kazalište, glumu, televiziju i režiju. 1999. DJ prijatelji njezina brata su je pitali da s njima izvodi demo Opa Opa, ali je ona rekla da su ti tekstov za muškarce te je pitala prijatelja iz djetinjstva Nikosa Panagiotidosa da pjeva s njom.

## Antique
Slijedeći svoje snove sa 17 godina je osnovala duo Antique s grčko-švedskim prijateljem Nikosom Panagiotidisom. Prva zajednička pjesma im je bila Opa, Opa. Naslovnicu je osmislio Notis Sfakianakis. U Švedskoj su bili na top 5 ljestvici, a u drugim skandinavskim državama su bili na top 10 ljestvici. U Bugarskoj su izdali 2 albuma s izdavačkom kućom KA, te nisu doživjeli puno uspjeha. Duo je spojio Grčku tradicionalnu glazbu i modernu glazbu, te je doživio uspjeh. 2001. je sastav prošao na Euroviziju s pjesmom  "(I Would) Die for You" i izborio 3 mjesto s 147 boda iza domaćina Danske i Estonije koja ja pobijedila. Dio pjesme je bio na grčkom, a dio na španjolskom. Imali su malu europsku turneju i pjevali s pjevačima kao što su Katy Garbi i Slavi Trifonov. Nakon toga se duo raspao. Slijedeći iskustvo s Antiqueom Helena Paparizou je odlučila započeti solo karijeru.

## Solo karijera

### 2003. – 2004.:Protereotita
Njezina nova izdavačka kuća je Sony music, a prva pjesma koju je pjevala sama se zove Anapandites Kliseis koju je napisao Christos Dantis. Njezin prvi solo album se zove Protereotita.

### 2005:Eurovizija
2005. je izabrana da s ERT-om ide na Euroviziju 2005. s pjesmom My number one. Tamo je pobijedila i to joj je najveći uspjeh u karijeri. Na ljeto 2005. je putovala po Australiji i Sjevernoj Americi s grčkim pjevačem Nikosom Kourkoulisom. Na kraju 2005. je otišla u studio i snimila novi CD album koji se zove Mambo!. Album je bio vrlo prodavan.

### 2006:Iparhi Logos & The Game of Love
Krajem 2005. se vratila studijskim albumima i izdala svoj drugi i prvi službeni album na engleskom koji je izdan u Grčkoj, Cipru, Njemačkoj, Japanu, Tajvanu, Švedskoj i Turskoj. Drugi album na grčkom, Iparhi Logos, u Grčkoj je objavljen 12. travnja 2006. Prije objavljivanja je pjevala naslovnu skladbu na Arion Music Awardu. Album se sastoji od dva diska, prvi je s 12 pjesama, uključujući Mambo! i Panta Se Perimena, a drugi sadrži četiri nove pjesme i devet pjesama s Mad Secret koncerta. Spot za Iparhi Logos je emitiran na dan objavljivanja albuma. Kasnije se emitirao na grčkim radijima i u ostalim zemljama. Album je imao jako dobar rang. 
20. svibnja 2006. je otvorila Euroviziju s pjesmom My number one, a kasnije je pjevala pjesmu Mambo!. Uručila je nagradu pobjedniku Lordima iz Finske.

### 2007:Iparhi Logos: Platinum Edition
21. siječnja 2007. je dobila nagradu na MIDEM festivalu u Cannesu, Francuska i ušla u 10 novih glazbenika koji su dobili nagradu Europske unije za prvi najuspješniji album u inozemstvu. Nagradu je osvojila s albumom Proteraiotita: Euro-izdanje.
U proljeće 2007. je objavila singlove Mazi Sou i Min Fevgeis koje je pjevala u tv-serijama.
Prvi singl Mazi Sou je postalo hit u Grčkoj, te je proveo nekoliko tjedana na vrhu liste grčkog radija. Drugi singl Min Fevgeis radio je objavio 23. travnja.
U svibnju 2007. ponovno je izdan njen album Iparhi Logos kao Iparhi Logos: Platinum Edition uključujući i hit Mazi Sou. Nakon izdanja je dospio na prvo mjesto top ljestvice. Album je u 12. tjednu završio na drugoj poziciji na nacionalnoj ljestvici.

### 2008: Vrisko To Logo Na Zo
U 2008. Helena je započela novi grčki album Vrisko To Logo Na Zo koji je objavila 12. svibnja 2008. Prva pjesma albuma se zove Porta Gia Ton Ourano. Druga pjesma I Kardia Sou Petra. Album je dobio Zlatni disk samo tjedan dana nakon objavljivanja. 7.srpnja 2008. je osvojila broj 1 na grčkoj top ljestvici albuma.

## Jezici
Helena Paparizou govori grčki, švedski i engleski jezik, a iako ne govori u srednjoj školi je učila španjolski i francuski jezik. U intervjuu na radiu Rythmos 94,9 je rekla da joj je san napisati pjesmu koja sadrži riječi iz svih jezika svijeta. Odličan primjer je njezina pjsema "Heroes", koja sadrži riječi iz tri jezika.  U intervjuu na radiu Orange FM 93,2 Helena je rekla da je počela učiti perzijski i finski.

## Diskografija
Albumi na grčkom
- 2004.: Protereotita
- 2006.: Iparhi Logos
- 2008.: Vrisko To Logo Na Zo

Albumi na engleskom
- 2005.: My Number One
- 2006.: The Game of Love
- 2009.: TBR[4]

### U duu Antique
- 1999. - "Mera Me Ti Mera"
- 2001. - "Die For You"
- 2002. - "Me Logia Ellinika"
- 2003. - "Alli Mia Fora"
- 2003. - "Blue Love"

## Vanjske poveznice
- Službena stranica  Arhivirana inačica izvorne stranice od 20. kolovoza 2006. (Wayback Machine)
- Sony BMG Greece Profile  Arhivirana inačica izvorne stranice od 16. siječnja 2009. (Wayback Machine)
- Službeno Facebook
- Službeno Myspace
- Službeno Fanclub

### Ostali projekti
|  | Zajednički poslužitelj ima još gradiva o temi Helena Paparizou |